# Pseudagrion epiphonematicum
Pseudagrion epiphonematicum – gatunek ważki z rodziny łątkowatych (Coenagrionidae).